# Dictyocaryum lamarckianum
Dictyocaryum lamarckianum är en enhjärtbladig växtart som först beskrevs av Carl Friedrich Philipp von Martius, och fick sitt nu gällande namn av Hermann Wendland. Dictyocaryum lamarckianum ingår i släktet Dictyocaryum och familjen Arecaceae. Inga underarter finns listade i Catalogue of Life.

## Bildgalleri

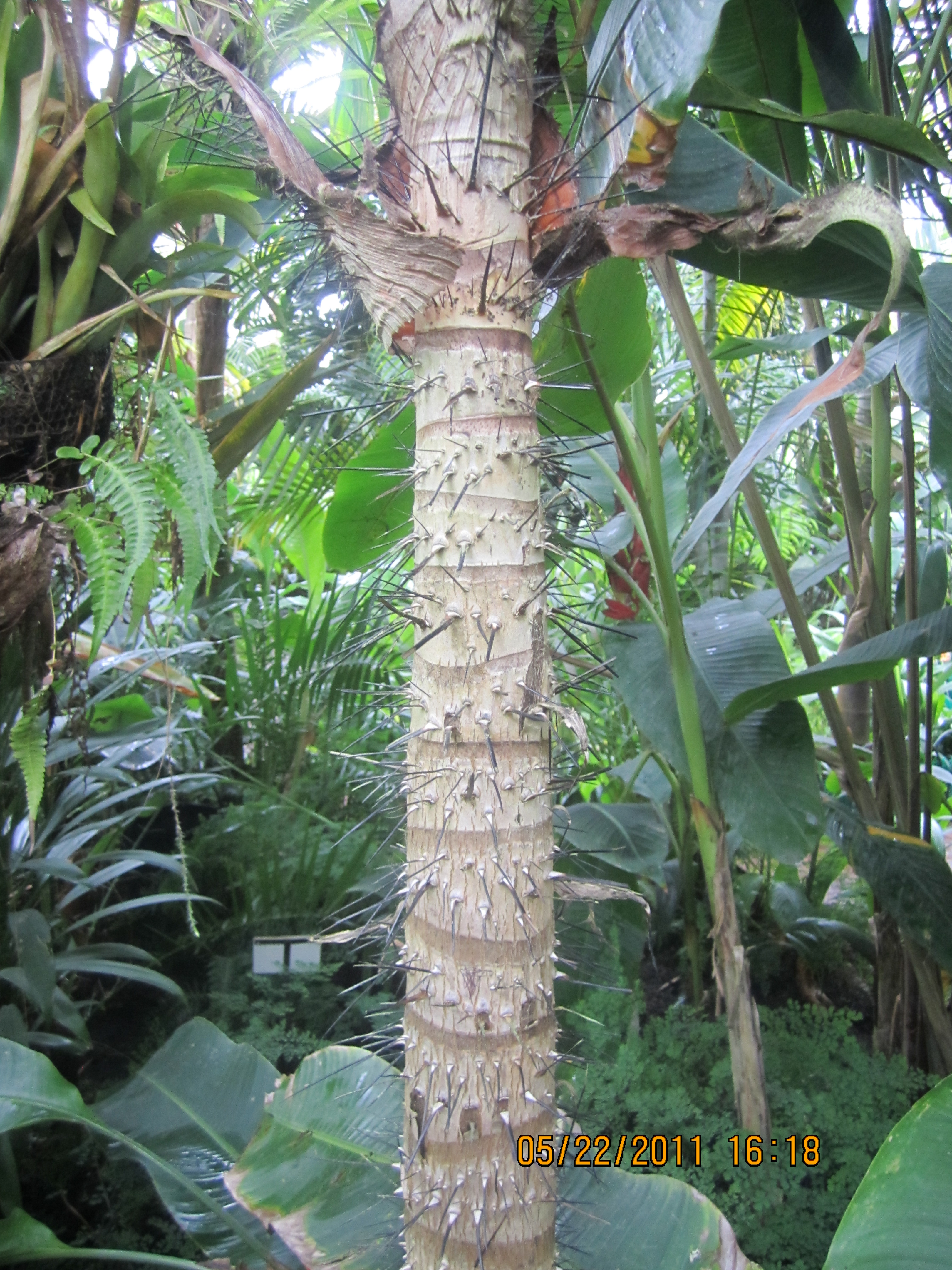